# 키스 앤 더 시티
《키스 앤 더 시티》는 2010년 10월 2일부터 2010년 12월 11일까지 SBS Plus에서 방영된 드라마이다.

## 등장 인물

### 주요 인물
- 심은진 : 심은진 역
- 박소현 : 박소현 역
- 윤지민 : 윤지민 역
- 신주아 : 신주아 역

### 그외 인물들
- 이정혁
- 김진
- 김정민
- 김승현
- 김원준
- 원기준
- 민준호
- 채병찬
- 이상훈
- 최지헌
- 지상렬
- 왕지혜
- 김태린
- 김추월 : 김추월 역
- 박효주 : 오승하 역
- 현서
- 김규진
- 여호민
- 황보라
- 김규철
- 김보연
- 송채환
- 오아랑
- 박상철
- 김하음
- 김호창
- 김성오
- 김선영
- 김선혁
- 임대일
- 최종률
- 허준석
- 장세현
- 진예솔 : 윤수진 역
- 김진호
- 염동헌
- 권영경 : 권영경 역
- 진이한 : 이정호 역
- 변정수 : 한유정 역
- 한여름 : 한여름 역
- 윤현민
- 정민성
- 김가은
- 김준형
- 문지은
- 이승민
- 조재룡
- 오민석 : 정우 역
- 이상윤 : 강태호 역
- 윤인조 : 홍채린 역
- 곽현화 : 박탐희 역
- 안상태 : 정훈 역
- 문희경 : 이정희 역
- 정소민 : 조미나 역
- 서인영 : 조윤경 역
- 김영광 : 한민수 역
- 엄현경 : 한지은 역
- 임세미 : 송지은 역

### 특별출연
- 구준엽
- 이태승